# Teardrops (Bring Me the Horizon)
Teardrops è un singolo del gruppo musicale britannico Bring Me the Horizon, pubblicato il 22 ottobre 2020 come terzo estratto dal settimo album Post Human: Survival Horror.

## Descrizione
La pubblicazione del singolo è stata annunciata il giorno precedente alla sua uscita, con un breve video teaser pubblicato online. Si tratta del terzo e ultimo singolo pubblicato in anticipazione dell'album Post Human: Survival Horror, uscito otto giorni dopo.
Parlando del significato del brano, il cantante Oliver Sykes ha detto:

## Video musicale
Il video ufficiale del brano, pubblicato insieme al singolo, è stato diretto dal cantante Oliver Sykes.

## Tracce
Testi e musiche di Oliver Sykes e Jordan Fish.
1. Teardrops – 3:35

## Formazione
Gruppo
- Oliver Sykes – voce, produzione, ingegneria del suono
- Jordan Fish – cori, programmazione, produzione, ingegneria del suono
- Lee Malia – chitarra
- Matt Kean – basso
- Matthew Nicholls – batteria

Altro personale
- Mick Gordon – sintetizzatore e percussioni aggiuntive, produzione aggiuntiva
- Zakk Cervini – missaggio
- Chris Athens – mastering

## Classifiche
| Classifica (2020)                | Posizione massima |
| -------------------------------- | ----------------- |
| Regno Unito                      | 39                |
| Regno Unito (rock & metal)       | 1                 |
| Stati Uniti (digital)            | 44                |
| Stati Uniti (hard rock)          | 1                 |
| Stati Uniti (mainstream rock)    | 2                 |
| Stati Uniti (rock & alternative) | 16                |